# Monegassisches Rotes Kreuz
Das Monegassische Rote Kreuz (französisch Croix-Rouge monégasque CRM) ist nach den Genfer Abkommen von 1949 die Nationale Rotkreuz-Gesellschaft in Monaco und als solches Teil der Internationalen Rotkreuz- und Rothalbmond-Bewegung inklusive der Anerkennung ihrer sieben Grundsätze. Der Sitz ist in dem Stadtbezirk Monte-Carlo.

## Geschichte
Das Monegassische Rote Kreuz wurde am 3. März 1948 von Fürst Louis II. gegründet. Im selben Jahr wurde sie vom Internationalen Komitee des Roten Kreuzes anerkannt und in die Internationale Föderation der Rotkreuz- und Rothalbmond-Gesellschaften aufgenommen.

### Präsidenten
| Zeitraum    | Präsident                |
| ----------- | ------------------------ |
| 1949 – 1958 | Fürst Rainier III.       |
| 1958 – 1982 | Fürstin Grazia Patricia. |
| seit 1982   | Fürst Albert II.         |

## Organisation
Geleitet wird das Monegassische Rote Kreuz von einem 17-köpfigen Verwaltungsrat, der für drei Jahre ernannt wird, und einem Exekutivkomitee, dem der Präsident, die Vizepräsidentin, der Generalsekretär und dem Generalschatzmeister angehören.

## Aufgaben
Die Aufgaben des monegassischen Roten Kreuzes bestehen darin, Leben zu retten und die Bevölkerung auf Katastrophen vorzubereiten, alle Menschen in Not ohne Diskriminierung zu unterstützen und humanitäre Aufklärungs- und Präventionsmaßnahmen durchzuführen. Das Rote Kreuz ist sowohl auf nationaler als auch auf internationaler Ebene tätig.

### Gala des Monegassischen Roten Kreuzes
Seit der Gründung des Monegassischen Roten Kreuzes werden Wohltätigkeitsshows organisiert, um Geld für die humanitären Aktivitäten zu sammeln. Ab 1957 findet die Gala im Salle des Etoiles statt.